# (29212) Zeeman
(29212) Zeeman est un astéroïde de la ceinture principale.

## Description
(29212) Zeeman est un astéroïde de la ceinture principale. Il fut découvert le 10 septembre 1991 à Tautenburg par Freimut Börngen. Il présente une orbite caractérisée par un demi-grand axe de 2,88 UA, une excentricité de 0,05 et une inclinaison de 2,3° par rapport à l'écliptique.

## Compléments